# Остеопонтин
Остеопонтин (от др.-греч. ὀστέον — «кость» и лат. pons — «мост») — белок. Остеопонтин прочно связывается с гидроксиапатитом, что может объяснить его функцию в формировании костной ткани. Этот белок может быть обнаружен и в других тканях и органах. Он часто входит в состав почечных камней и, вероятно, влияет на их формирование. Показано присутствие остеопонтина в кальций-фосфатных почечных камнях. Кроме того обнаружена связь между низким содержанием данного белка в моче пациентов и формированием камней оксалатной природы. Значительный уровень накопления остеопонтина был найден в плаценте и тканях головного мозга.